# Голова Верховного Суду (Україна)
Голова Верховного Суду — посадова особа, що очолює Верховний Суд — найвищий судовий орган у системі судів загальної юрисдикції України.
Голова Верховного Суду є найвищою адміністративною посадою цього суду, проте він не очолює судову систему загалом.

## Посада Голови Верховного Суду України в історичному аспекті
Голова Верховного Суду завжди сприймався як особа, що очолює найвищу судову інстанцію країни.
Станом на 1981 рік Голова Верховного Суду УРСР обирався на п'ятирічний термін Верховною Радою Української РСР. Він мав ряд повноважень, що багато в чому не збігалися з сучасними позиціями. Зокрема, приносив протести на рішення, вироки, ухвали і постанови по судових справах; мав право зупиняти виконання рішень, вироків, ухвал і постанов по судових справах; уносив подання в Президію Верховної Ради Української РСР у питаннях, що потребують тлумачення законів Української РСР; вів особистий прийом.
Також, Голова мав право своїм розпорядженням залучати суддів однієї колегії для розгляду справ у складі іншої колегії.
Голова не міг бути притягнутим до кримінальної відповідальності, арештованим або підданим заходам адміністративного стягнення, що накладаються в судовому порядку, без згоди Верховної Ради Української РСР, а в період між її сесіями — Президії Верховної Ради Української РСР.
Голова Верховного Суду Української РСР міг бути достроково звільнений Верховною Радою Української РСР, а в період між її сесіями — Президією Верховної Ради Української РСР.
З моменту утворення Вищої ради юстиції (та згодом її правонаступника, Вищої ради правосуддя) Голова Верховного Суду України за посадою входить до її складу.
У 2002 році був прийнятий новий закон про судоустрій, який закріпив такі повноваження Голови Верховного Суду України, не властиві сьогоденню:
 — головувати в судових засіданнях колегій суддів Верховного Суду України при розгляді будь-якої справи;
 — погоджувати подання щодо утворення та ліквідації судів загальної юрисдикції;
 — вносити подання до Вищої кваліфікаційної комісії суддів України про проведення кваліфікаційної атестації суддів;
 — вносити Президенту України подання про затвердження переліку штатних посад військових суддів та відповідних цим посадам військових звань, а також про присвоєння відповідно до закону військових звань військовим суддям;
 — інше.
Після створення Верховного Суду згідно з судовою реформою, назва посади також змінилася відповідним чином.

## Повноваження Голови Верховного Суду
Голова Верховного Суду має наступні повноваження:
1. представляє Верховний Суд як найвищий суд у системі судоустрою України у зносинах з органами державної влади, органами місцевого самоврядування, фізичними та юридичними особами, а також із судовими органами інших держав та міжнародними організаціями;
2. визначає адміністративні повноваження свого заступника;
3. скликає Пленум Верховного Суду; вносить на розгляд Пленуму подання щодо обрання на посаду секретаря Пленуму; виносить на розгляд Пленуму питання та головує на його засіданнях;
4. контролює ефективність діяльності апарату Верховного Суду, погоджує призначення на посаду керівника апарату суду та його першого заступника, вносить подання про застосування до керівника апарату суду та його першого заступника заохочення або накладення дисциплінарного стягнення відповідно до законодавства;
5. інформує Пленум про діяльність Верховного Суду;
6. здійснює інші повноваження, визначені законом.

До повноважень Голови Верховного Суду додали зміну територіальної підсудності справ у судах, де неможливо здійснювати  правосуддя під час воєнного або надзвичайного стану, у зв’язку зі стихійним лихом, військовими діями, заходами щодо боротьби з тероризмом або іншими надзвичайними обставинами.
Голова Верховного Суду з питань, що належать до його адміністративних повноважень, видає накази і розпорядження.
Голова Верховного Суду за посадою входить до складу Вищої ради правосуддя.
У разі відсутності Голови Верховного Суду його адміністративні повноваження здійснює його заступник. У разі відсутності заступника адміністративні повноваження Голови здійснює суддя, який має більший стаж роботи на посаді судді Верховного Суду.
Посвідчення Голови Верховного Суду підписує секретар Пленуму Верховного Суду.

## Порядок обрання і дострокового звільнення з посади Голови Верховного Суду
Пленум Верховного Суду обирає Голову Верховного Суду на посаду та звільняє його з посади більшістю голосів від загального складу Пленуму шляхом таємного голосування. Голова Верховного Суду обирається з числа суддів Верховного Суду строком на чотири роки з правом обіймати посаду Голови Верховного Суду не більше двох строків поспіль.
Питання про висловлення недовіри Голові Верховного Суду розглядається Пленумом Верховного Суду за поданням не менш як однієї третини від складу Пленуму. Рішення про висловлення недовіри приймається шляхом таємного голосування більшістю голосів від складу Пленуму.

## Заступники Голови Верховного Суду
Пленум Верховного Суду може обрати заступника Голови Верховного Суду за пропозицією останнього.
Заступник Голови Верховного Суду обирається на посаду строком на чотири роки та звільняється з посади Пленумом Верховного Суду. Рішення про його обрання на посаду та про звільнення з посади приймається більшістю голосів від загального складу Пленуму Верховного Суду шляхом таємного голосування.